# Chamarande
Pour les articles homonymes, voir Chamarande (homonymie).
Chamarande (prononcé [ ʃamaʁɑ̃d̪] ) est une commune française située à quarante kilomètres au sud de Paris dans le département de l'Essonne en région Île-de-France.
Ses habitants sont appelés les Chamarandais.

## Géographie

### Situation
Chamarande est située à quarante kilomètres au sud de Paris-Notre-Dame, bordée à l'ouest par la RN 20 et point zéro des routes de France, vingt-et-un kilomètres au sud-ouest d'Évry, dix kilomètres au nord-est d'Étampes, neuf kilomètres au sud-ouest d'Arpajon, dix kilomètres au nord-ouest de La Ferté-Alais, quinze kilomètres au sud-est de Dourdan, quinze kilomètres au sud-ouest de Montlhéry, vingt-deux kilomètres au nord-ouest de Milly-la-Forêt, vingt-deux kilomètres au sud-ouest de Corbeil-Essonnes, vingt-deux kilomètres au sud de Palaiseau.

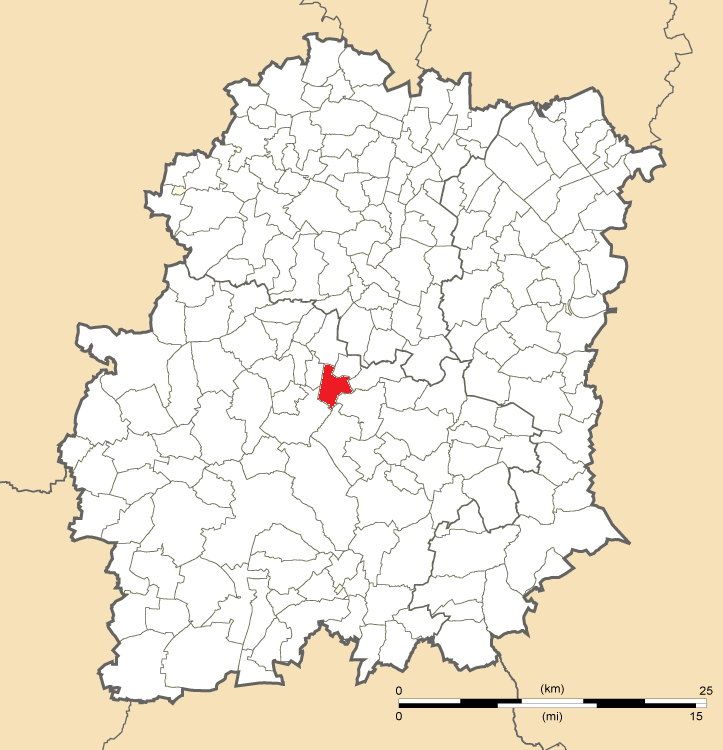
Position de Chamarande en Essonne.

### Hydrographie
La commune est traversée par la rivière la Juine.

### Relief et géologie
Le point le plus bas de la commune est situé à soixante-deux mètres d'altitude et le point culminant à cent-cinquante-cinq mètres.
La commune est bordée au nord par la forêt départementale du Belvédère, tirant son nom d'un amas rocheux offrant une vue panoramique sur Chamarande ainsi que la voie ferrée du RER C.

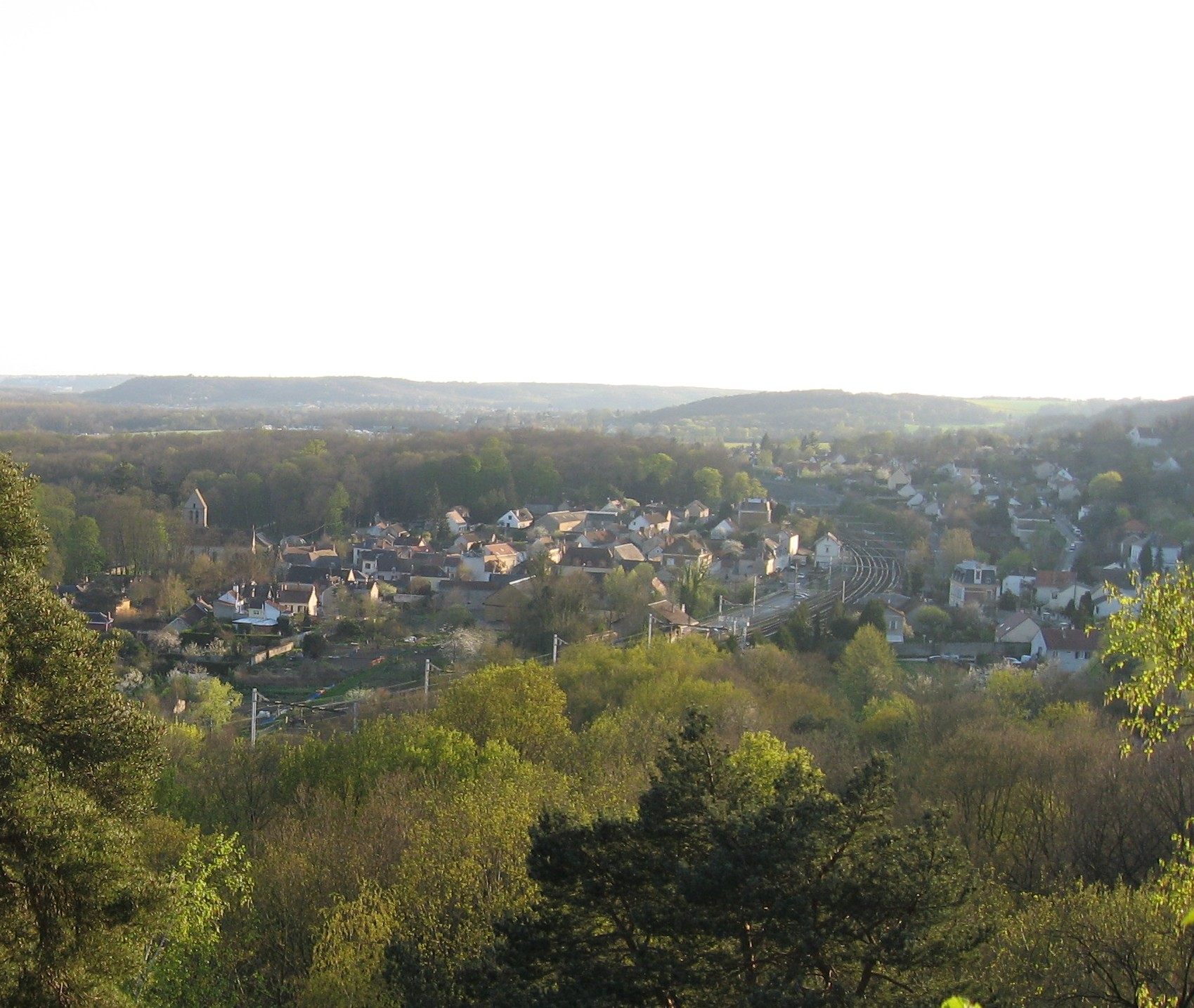
Chamarande vue de la forêt.

### Communes limitrophes
| Mauchamps | Boissy-sous-Saint-Yon Torfou | Lardy              |
|           | Chamarande                   |                    |
| Étréchy   | Auvers-Saint-Georges         | Janville-sur-Juine |

### Climat
Pour des articles plus généraux, voir Climat de l'Île-de-France et Climat de l'Essonne.
En 2010, le climat de la commune est de type climat océanique dégradé des plaines du Centre et du Nord, selon une étude du CNRS s'appuyant sur une série de données couvrant la période 1971-2000. En 2020, Météo-France publie une typologie des climats de la France métropolitaine dans laquelle la commune est exposée à un climat océanique altéré et est dans la région climatique Sud-ouest du bassin Parisien, caractérisée par une faible pluviométrie, notamment au printemps (120 à 150 mm) et un hiver froid (3,5 °C). 
Pour la période 1971-2000, la température annuelle moyenne est de 11,1 °C, avec une amplitude thermique annuelle de 15,4 °C. Le cumul annuel moyen de précipitations est de 655 mm, avec 10,7 jours de précipitations en janvier et 7,5 jours en juillet. Pour la période 1991-2020, la température moyenne annuelle observée sur la station météorologique la plus proche, située sur la commune de Fontenay-lès-Briis à 12 km à vol d'oiseau, est de 11,6 °C et le cumul annuel moyen de précipitations est de 696,0 mm,. Pour l'avenir, les paramètres climatiques de la commune estimés pour 2050 selon différents scénarios d'émission de gaz à effet de serre sont consultables sur un site dédié publié par Météo-France en novembre 2022.

### Voies de communication et transports

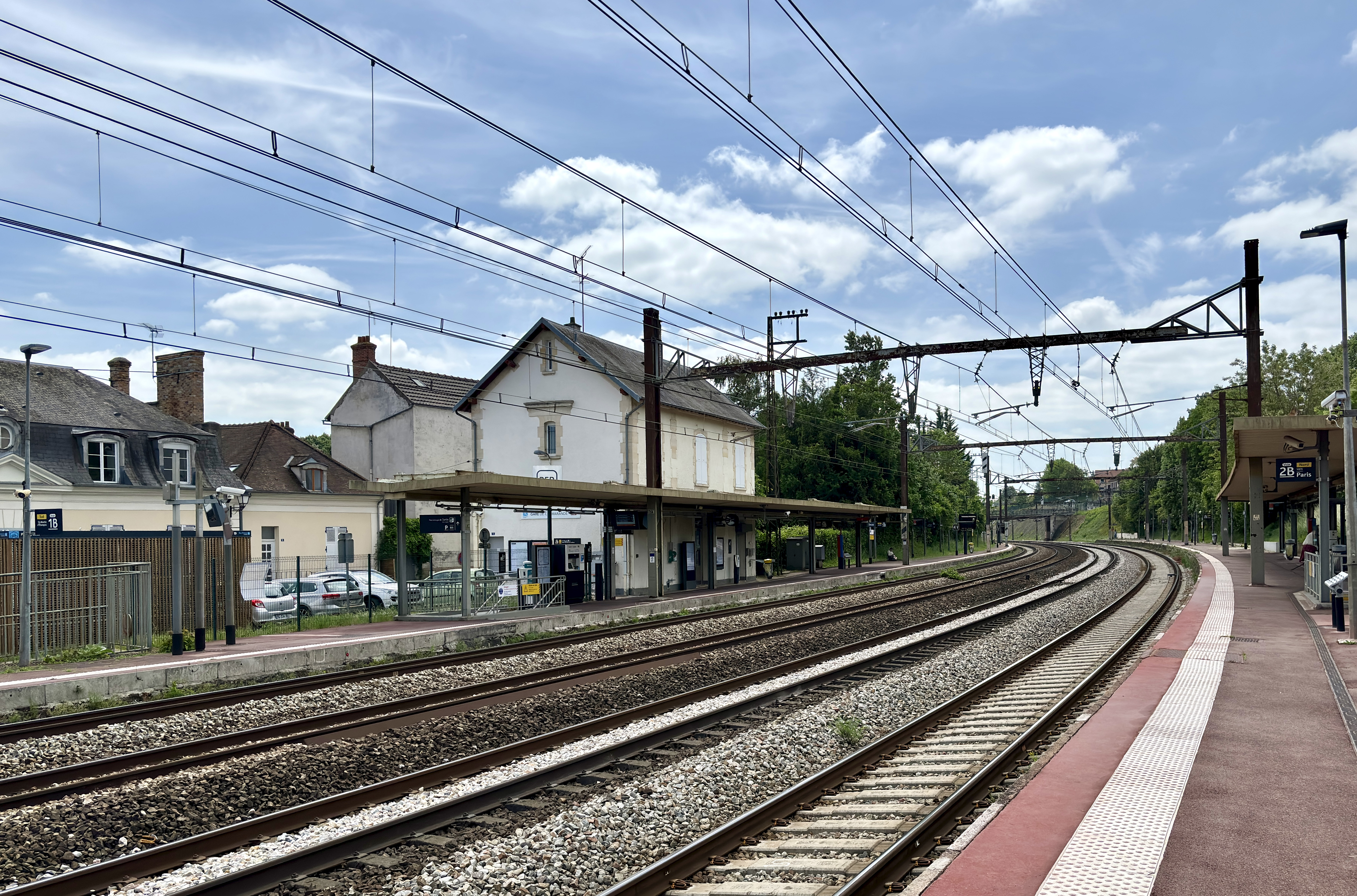
La gare de Chamarande.

La commune dispose sur son territoire de la gare de Chamarande desservie par la ligne C du RER d'Île-de-France.
Chamarande est également desservie par la route nationale 20 en direction de Paris.

## Urbanisme

### Typologie
Au 1er janvier 2024, Chamarande est catégorisée petite ville, selon la nouvelle grille communale de densité à sept niveaux définie par l'Insee en 2022.
Elle appartient à l'unité urbaine d'Étréchy, une agglomération intra-départementale regroupant six  communes, dont elle est une commune de la banlieue,,. Par ailleurs la commune fait partie de l'aire d'attraction de Paris, dont elle est une commune de la couronne,. Cette aire regroupe 1 929 communes,.

### Occupation des sols
Le territoire de la commune se compose en 2017 de 81,16 % d'espaces agricoles, forestiers et naturels, 7,5 % d'espaces ouverts artificialisés et 11,34 % d'espaces construits artificialisés.

## Toponymie
Butnae au XIe siècle, Bona au XIIIe siècle, Bonnes, Bounes, Bones puis Chamaranté en vertu de lettres patentes du 5 avril 1686.
Chamarande est un toponyme celtique formé de deux éléments gaulois : cam (chemin) et randa (limite) qui n'a pas eu d'autre descendance que toponymique ; il ne s'est pas transmis dans le vocabulaire commun, c'est donc un nom très
ancien[réf. incomplète]
Le lieu s'appela un temps Bennes[réf. nécessaire].
Durant la Révolution française, elle fut appelée Bonne-Commune, son nom actuel lui fut attribué lors de sa création en 1793.

## Histoire
L'actuelle Chamarande se situait à la jonction des territoires de trois grandes tribus gauloises : celui des Sénons à l'est, approximativement constitué par la vallée de l'Essonne, celui des Carnutes à l'ouest et au sud, et celui des Parisii au nord.
Chamarande conserve cette situation de frontière entre les trois évêchés de Sens, de Chartres et de Paris.
Le village s'appelait Bonnes. En 1684, la famille d'Ornaison, maître du fief de Chamarande en Forez à St-Germain-Lespinasse, acquit Bonnes, puis dès 1685 obtint du roi l'autorisation d'appeler le village Chamarande, érigé en comté. Les Talaru de Chalmazel en héritèrent par mariage (cf. l'article Chamarande) et en furent les comtes jusqu'à la Révolution.
Le village a toujours vécu en grande symbiose avec le château. Le duc de Persigny, ministre de l'Intérieur de Napoléon III, aussi né à St-Germain-Lespinasse et maître à son tour du domaine de Chamarande, contribua financièrement à l'édification d'une gare du Paris-Orléans, aujourd'hui station du RER C à Chamarande.

## Politique et administration

### Politique locale
La commune de Chamarande est rattachée au canton de Dourdan, représenté par les conseillers départementaux Dany Boyer (DVD) et Paolo de Carvalho (RE), à la troisième circonscription de l'Essonne, représentée par le député Steevy Gustave (NFP).
La commune de Chamarande est enregistrée au répertoire des entreprises sous le code SIREN 219 101 326. Son activité est enregistrée sous le code APE 8411Z.

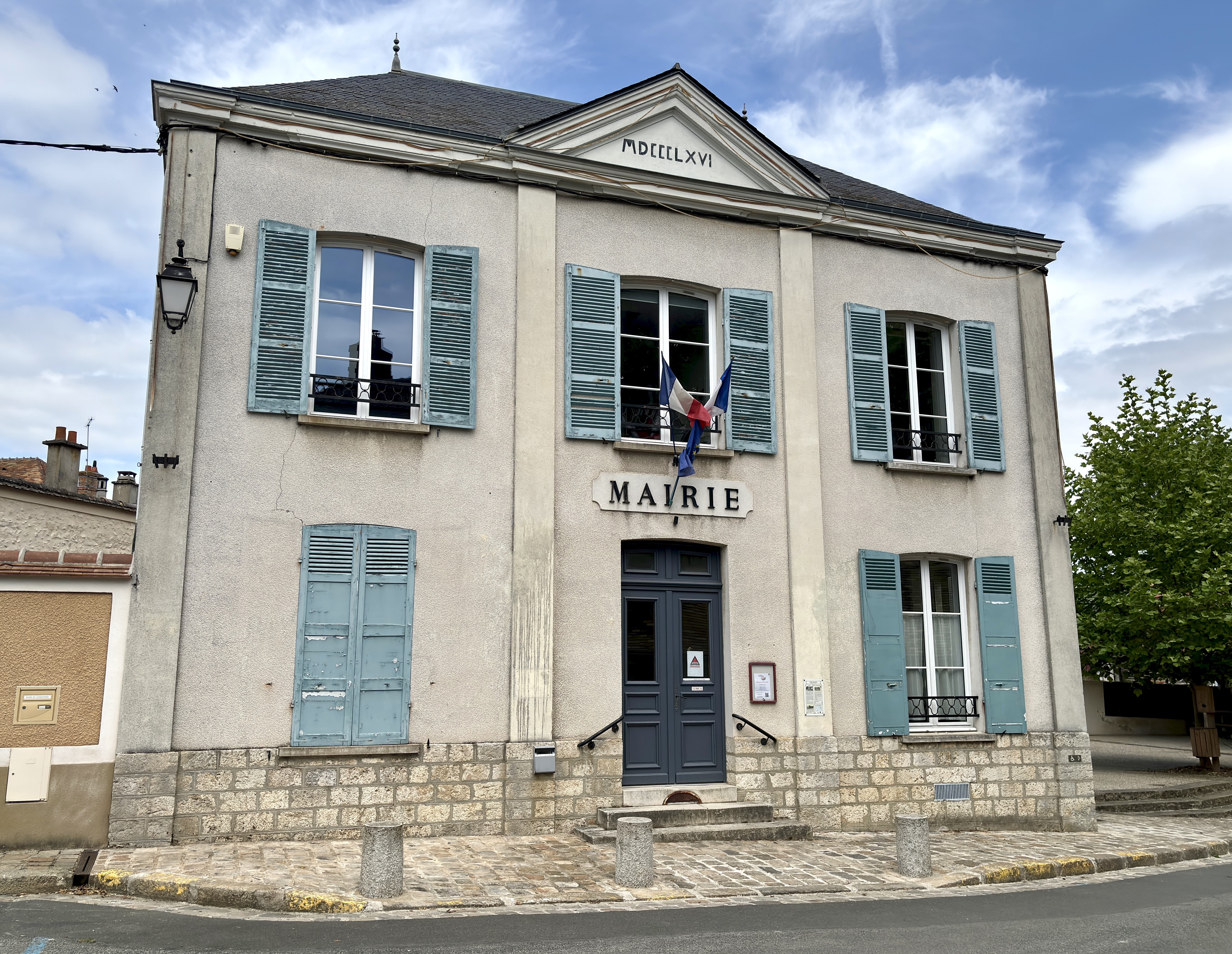
La mairie.

### Tendances et résultats politiques
Élections présidentielles, résultats des deuxièmes tours :
- Élection présidentielle de 2002 : 83,70 % pour Jacques Chirac (RPR), 16,30 % pour Jean-Marie Le Pen (FN), 86,31 % de participation[37].
- Élection présidentielle de 2007 : 51,83 % pour Nicolas Sarkozy (UMP), 48,17 % pour Ségolène Royal (PS), 87,40 % de participation[38].
- Élection présidentielle de 2012 : 53,99 % pour François Hollande (PS), 46,01 % pour Nicolas Sarkozy (UMP), 81,93 % de participation[39].

Élections législatives, résultats des deuxièmes tours :
- Élections législatives de 2002 : 51,32 % pour Geneviève Colot (UMP), 48,68 % pour Yves Tavernier (PS), 65,31 % de participation[40].
- Élections législatives de 2007 : 53,35 % pour Geneviève Colot (UMP), 46,65 % pour Brigitte Zins (PS), 59,06 % de participation[41].
- Élections législatives de 2012 : 55,43 % pour Michel Pouzol (PS), 44,57 % pour Geneviève Colot (UMP), 56,90 % de participation[42].

Élections européennes, résultats des deux meilleurs scores :
- Élections européennes de 2004 : 28,38 % pour Harlem Désir (PS), 17,84 % pour Patrick Gaubert (UMP), 51,77 % de participation[43].
- Élections européennes de 2009 : 27,57 % pour Michel Barnier (UMP), 21,89 % pour Daniel Cohn-Bendit (Les Verts), 48,92 % de participation[44].

Élections régionales, résultats des deux meilleurs scores :
- Élections régionales de 2004 : 51,47 % pour Jean-Paul Huchon (PS), 36,15 % pour Jean-François Copé (UMP), 72,05 % de participation[45].
- Élections régionales de 2010 : 60,16 % pour Jean-Paul Huchon (PS), 39,84 % pour Valérie Pécresse (UMP), 50,45 % de participation[46].

Élections cantonales, résultats des deuxièmes tours :
- Élections cantonales de 2004 : 57,00 % pour Claire-Lise Campion (PS), 43,00 % pour Denis Meunier (DVD), 73,42 % de participation[47].
- Élections cantonales de 2011 : 66,67 % pour Claire-Lise Campion (PS), 33,33 % pour Christine Dubois (UMP), 42,73 % de participation[48].

Élections municipales, résultats des deuxièmes tours :
- Élections municipales de 2001 : données manquantes.
- Élections municipales de 2008 : 280 voix pour Marie-Hélène Jolivet-Béal (?), 275 voix pour Liliane Blot (?), 67,86 % de participation[49].

Référendums :
- Référendum de 2000 relatif au quinquennat présidentiel : 68,93 % pour le Oui, 31,07 % pour le Non, 33,84 % de participation[50].
- Référendum de 2005 relatif au traité établissant une Constitution pour l'Europe : 53,27 % pour le Non, 46,73 % pour le Oui, 77,13 % de participation[51].

### Jumelages
| Chamarande Lentiai |

Chamarande a développé des associations de jumelage avec :
- Lentiai (Italie) depuis 1960, en italien Lentiai, située à 789 kilomètres[52].

## Population et société

### Démographie

#### Évolution démographique
L'évolution du nombre d'habitants est connue à travers les recensements de la population effectués dans la commune depuis 1793. Pour les communes de moins de 10 000 habitants, une enquête de recensement portant sur toute la population est réalisée tous les cinq ans, les populations de référence des années intermédiaires étant quant à elles estimées par interpolation ou extrapolation. Pour la commune, le premier recensement exhaustif entrant dans le cadre du nouveau dispositif a été réalisé en 2007.

En 2022, la commune comptait 1 104 habitants, en évolution de −3,5 % par rapport à 2016 (Essonne : +2,89 %, France hors Mayotte : +2,11 %).
| 1793 | 1800 | 1806 | 1821 | 1831 | 1836 | 1841 | 1846 | 1851 |
| ---- | ---- | ---- | ---- | ---- | ---- | ---- | ---- | ---- |
| 323  | 325  | 304  | 343  | 346  | 350  | 376  | 367  | 350  |

| 1856 | 1861 | 1866 | 1872 | 1876 | 1881 | 1886 | 1891 | 1896 |
| ---- | ---- | ---- | ---- | ---- | ---- | ---- | ---- | ---- |
| 414  | 356  | 412  | 342  | 390  | 373  | 371  | 363  | 378  |

| 1901 | 1906 | 1911 | 1921 | 1926 | 1931 | 1936 | 1946 | 1954 |
| ---- | ---- | ---- | ---- | ---- | ---- | ---- | ---- | ---- |
| 399  | 419  | 423  | 412  | 451  | 456  | 425  | 474  | 543  |

| 1962 | 1968 | 1975 | 1982 | 1990 | 1999  | 2006  | 2007  | 2012  |
| ---- | ---- | ---- | ---- | ---- | ----- | ----- | ----- | ----- |
| 754  | 863  | 668  | 757  | 901  | 1 016 | 1 066 | 1 071 | 1 131 |

| 2017  | 2022  | - | - | - | - | - | - | - |
| ----- | ----- | - | - | - | - | - | - | - |
| 1 147 | 1 104 | - | - | - | - | - | - | - |

#### Pyramide des âges
En 2018, le taux de personnes d'un âge inférieur à 30 ans s'élève à 37,7 %, soit en dessous de la moyenne départementale (39,9 %). De même, le taux de personnes d'âge supérieur à 60 ans est de 18,9 % la même année, alors qu'il est de 20,1 % au niveau départemental.
En 2018, la commune comptait 556 hommes pour 583 femmes, soit un taux de 51,19 % de femmes, légèrement supérieur au taux départemental (51,02 %).
Les pyramides des âges de la commune et du département s'établissent comme suit.
| Hommes | Classe d’âge | Femmes |
| ------ | ------------ | ------ |
| 1,1    | 90 ou +      | 0,5    |
| 5,4    | 75-89 ans    | 6,2    |
| 12,9   | 60-74 ans    | 11,7   |
| 22,9   | 45-59 ans    | 22,6   |
| 21,4   | 30-44 ans    | 20,0   |
| 18,0   | 15-29 ans    | 19,4   |
| 18,2   | 0-14 ans     | 19,6   |

| Hommes | Classe d’âge | Femmes |
| ------ | ------------ | ------ |
| 0,5    | 90 ou +      | 1,4    |
| 5,4    | 75-89 ans    | 7,2    |
| 12,9   | 60-74 ans    | 13,9   |
| 20     | 45-59 ans    | 19,4   |
| 19,9   | 30-44 ans    | 20,1   |
| 20     | 15-29 ans    | 18,2   |
| 21,3   | 0-14 ans     | 19,8   |

### Manifestations culturelles et festivités
Le festival Essonne en Scène a lieu dans le parc du domaine de Chamarande, depuis sa création en 2018.

### Enseignement
Les élèves de Chamarande sont rattachés à l'académie de Versailles. La commune dispose sur son territoire de l'école maternelle Bastard et de l'école élémentaire Gabriel-Bolifraud.

### Lieux de culte

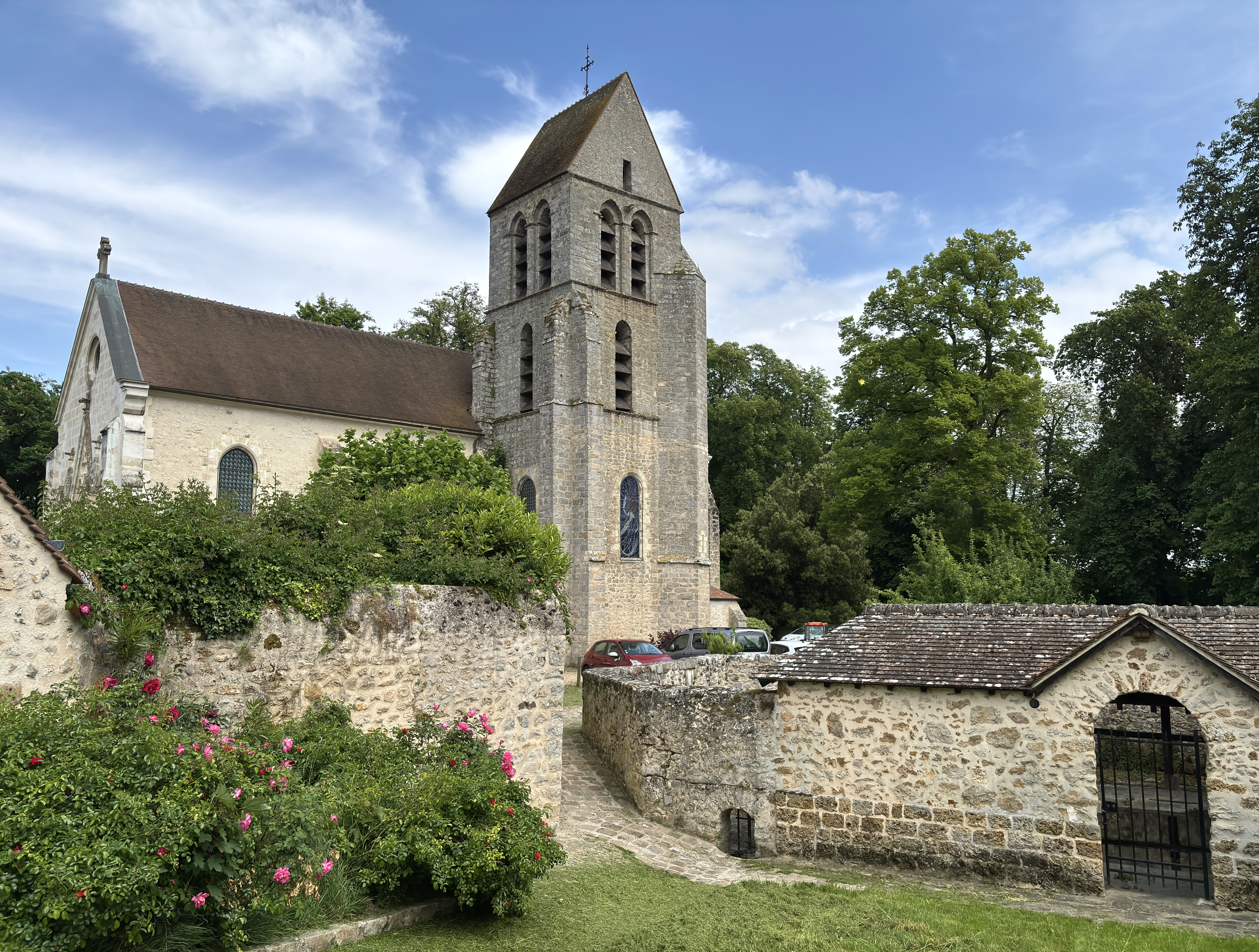
L'église Saint-Quentin.

- L'église Saint-Quentin[60]. La paroisse catholique de Chamarande est rattachée au secteur pastoral de la Vallée de la Juine-Étréchy et au diocèse d'Évry-Corbeil-Essonnes.

Le cimetière, réparti sur deux terrains contigus, est situé 13, Rue des Vignes Blanches, et abrite notamment les tombes du comédien Lucien Nat (1895-1972), du politicien Gabriel Bolifraud (1886-1952) et de son fils, le Compagnon de la Libération François Bolifraud (1917-1945).

### Médias
L'hebdomadaire Le Républicain relate les informations locales. La commune est en outre dans le bassin d'émission des chaînes de télévision France 3 Paris Île-de-France, IDF1 et Téléssonne intégré à Télif.

## Économie

### Emplois, revenus et niveau de vie
En 2010, le revenu fiscal médian par ménage était de 40 033 €, ce qui plaçait Chamarande au 2 466e rang parmi les 31 525 communes de plus de 39 ménages en métropole.
| Répartition des emplois par catégories socioprofessionnelles en 2006. |              |                                           |                                                   |                            |                          |                           |
|                                                                       | Agriculteurs | Artisans, commerçants, chefs d’entreprise | Cadres et professions intellectuelles supérieures | Professions intermédiaires | Employés                 | Ouvriers                  |
| Chamarande                                                            | -            | -                                         | -                                                 | -                          | -                        | -                         |
| Zone d'emploi de Dourdan                                              | 0,7 %        | 6,0 %                                     | 18,9 %                                            | 28,5 %                     | 26,3 %                   | 19,6 %                    |
| Moyenne nationale                                                     | 2,2 %        | 6,0 %                                     | 15,4 %                                            | 24,6 %                     | 28,7 %                   | 23,2 %                    |
| Répartition des emplois par secteurs d’activités en 2006.             |              |                                           |                                                   |                            |                          |                           |
|                                                                       | Agriculture  | Industrie                                 | Construction                                      | Commerce                   | Services aux entreprises | Services aux particuliers |
| Chamarande                                                            | -            | -                                         | -                                                 | -                          | -                        | -                         |
| Zone d'emploi de Dourdan                                              | 1,7 %        | 10,4 %                                    | 7,5 %                                             | 11,8 %                     | 21,6 %                   | 6,9 %                     |
| Moyenne nationale                                                     | 3,5 %        | 15,2 %                                    | 6,4 %                                             | 13,3 %                     | 13,3 %                   | 7,6 %                     |
| Sources : Insee,                                                      |              |                                           |                                                   |                            |                          |                           |

## Culture locale et patrimoine

### Lieux et monuments

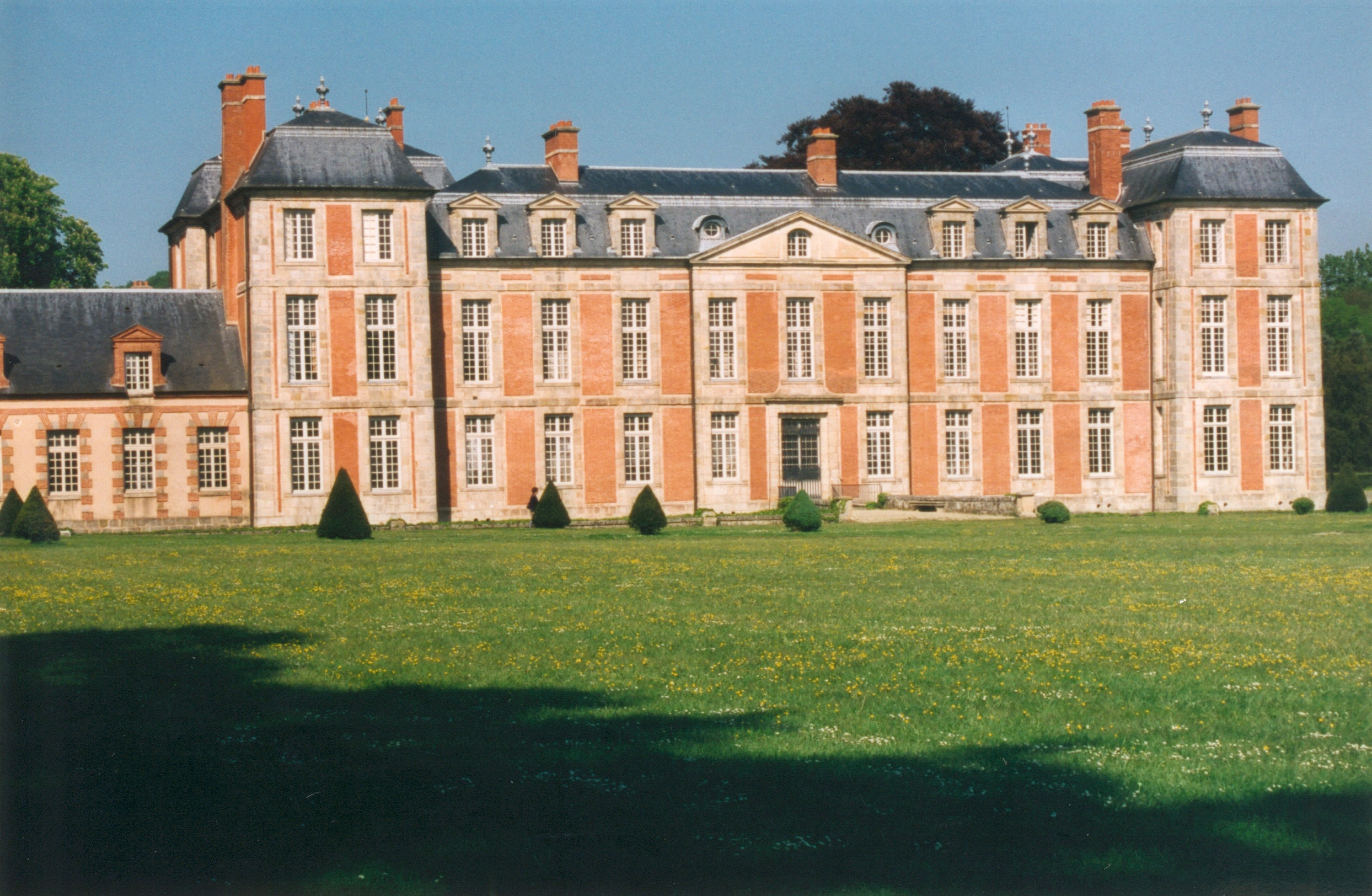
Le château de Chamarande, vu de face.

- Le clocher de l'église Saint-Quentin des XIIe et XIIIe siècles a été inscrit aux monuments historiques le 6 mars 1926[67].
- Le château de Chamarande du XVIIe siècle a été inscrit aux monuments historiques le 23 février 1955 puis classé le 23 juillet 1981[68]. Son parc a partiellement bénéficié des mêmes reconnaissances aux mêmes dates[69].

### Patrimoine environnemental
Le domaine départemental de Chamarande est labellisé « Jardin remarquable ».
Les berges de la Juine, les bois du parc du château et ceux entourant la vallée ont été recensés au titre des espaces naturels sensibles par le conseil général de l'Essonne.

### Personnalités liées à la commune
- Antoine Duchesne de Gillevoisin (1758-1840), homme politique, y vécut ;
- Jacques-Polycarpe Morgan (1759-1843), général des armées de la République et de l'Empire, né à Amiens et décédé dans la commune ;
- le duc Victor de Persigny (1808-1872), fut maire et propriétaire du château ;
- Laurent Amodru (1849-1930), médecin et homme politique, y vécut et en fut maire ;
- Jacques Sevin (1882-1951), prêtre jésuite fondateur du camp-école scout dans le parc du château ;
- Vera Barclay (1893-1989), chef scout, y séjourna ;
- Paul Coze (1903-1974), chef scout, y séjourna ;
- Arrigo Remondini (1923-1981), recordman du monde sur la marque de motos 125 cm3 Jonghi à l'autodrome de Linas-Montlhéry en 1948[72], y séjourna ;
- Pierre Joubert (1910-2002), dessinateur, y séjourna.

### Logotype

logotype de chamarande.